# Lovászhetény, Baranya
Lovászhetény este un sat în districtul Pécsvárad, județul Baranya, Ungaria, având o populație de 269 de locuitori (2011). 

## Demografie
Componența etnică a satului Lovászhetény
     Maghiari (90,71%)
     Germani (9,29%)
Componența confesională a satului Lovászhetény
     Romano-catolici (60,22%)
     Fără religie (3,35%)
     Reformați (2,6%)
     Necunoscută (33,83%)
Conform recensământului din 2011, satul Lovászhetény avea 269 de locuitori. Din punct de vedere etnic, majoritatea locuitorilor (90,71%) erau maghiari, cu o minoritate de germani (9,29%).  Din punct de vedere confesional, majoritatea locuitorilor (60,22%) erau romano-catolici, existând și minorități de persoane fără religie (3,35%) și reformați (2,6%). Pentru 33,83% din locuitori nu este cunoscută apartenența confesională.